# Team'77
Team'77 est un collectif de créateurs de caractères suisse, créé en 1977 et composé de André Gürtler (1936–2021), Christian Mengelt (1938) et Erich Gschwind (1947).

## Historique

### Années de formation
À la fin des années 1950, Gürtler et Mengelt fréquentent l'École de design de Bâle, où ils bénéficient de l'enseignement d'Emil Ruder.
André Gürtler travaille ensuite pour Monotype Corporation en Angleterre, puis avec Adrian Frutiger à Paris de 1959 à 1965, avant de revenir à Bâle pour y enseigner le dessin de caractères dès 1965 (à 29 ans).
Christian Mengelt, à la suite de sa formation de graphisme (1959-1964), ouvre son atelier à Bâle, et collabore avec des agences comme GGK Basel ou Mendell & Oberer. Dans cette période, il conçoit notamment la fonte Gerstner-Programm (1964-1967) pour Karl Gerstner. Il devient enseignant à l'école de Bâle à partir de 1972, âgé de 34 ans,.

### Activité en tant que Team'77
André Gürtler et Christian Mengelt s'associent en 1974 sous le nom de "Letterform Research & Design Team", et conçoivent des caractères comme Alpin Gothic pour Compugraphic. En 1977, ils sont rejoints par Erich Gschwind et prennent le nom de Team'77. Ils sont sollicités par diverses entreprises pour la création de caractères typographiques, surtout pour les systèmes de photocomposition qui dominent alors le marché de l'imprimé.
Leur production la plus célèbre est la fonte Unica, développée pour la fonderie Haas et publiée initialement en 1980. Elle est décrite comme "une synthèse entre Helvetica, Univers, et Akzidenz Grotesk." Le team travaille sur ce projet entre 1974 et 1984.
Dans la même période, ils sont mandatés par l'entreprise suisse Bobst Graphic, qui les contacte en 1974 pour le développement d'une "police personnalisée pour l'impression de magazines et de journaux" destinée au système de photocomposition Eurocat. Cette collaboration aboutit à la production du caractère Media, publié en 1976. Le développement du Media est présenté dans la revue TM-RSI en 1977.

La fonte Signa (1978), une sans-serif humaniste moderne, obtient le premier prix (doté de 10'000 francs suisses) du concours La Lettre d'Or organisé par Bobst Graphic. 

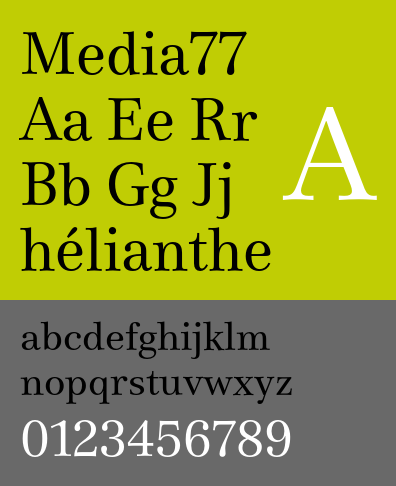
La fonte Media77
La fonte Unica77.

### Dans les années 2000
Christian Mengelt continue son activité de concepteur de caractères dans les années 2000. Il réalise notamment pour Linotype les fontes Sinova (2010) et Mengelt Basel Antiqua (2014).
Des numérisations modernes des fontes du Team'77 sont éditées : en 2014 la fonderie Lineto publie LL Unica77, tandis que Monotype publie en 2015 Neue Haas Unica. En 2015, la fonderie Optimo publie Media77, une version numérique du Media redessiné par ses auteurs Christian Mengelt et Erich Gschwind.
En 2015, le travail du Team'77 a été honoré par un Grand Prix suisse de design.

## Polices de caractères créées par Team'77
- Alpin Gothic et Cyrlic Gothic (1974), pour Compugraphic.
- Media (1976), pour Bobst Graphic.
- Avant Garde Gothic Oblique (1977), pour International Typeface Corporation.
- Signa (1978), pour Bobst Graphic.
- Unica (1980), pour la fonderie Haas.